# Franca Sozzani
Franca Sozzani (Mantova, 20 gennaio 1950 – Milano, 22 dicembre 2016) è stata una giornalista italiana.

## Biografia

### Origini e formazione
Sorella di Carla Sozzani, giornalista e consigliere della Camera nazionale della Moda, frequentò il liceo classico "Virgilio" a Mantova e si laureò presso l'Università Cattolica del Sacro Cuore in lettere con una tesi in filologia germanica.

### Carriera professionale
Iniziò la sua carriera lavorando per la rivista «Vogue Bambini» (rivista creata nel 1973). Nel 1980 diventò direttrice responsabile di «Lei». Tre anni dopo, diresse anche «Per Lui», la versione maschile di «Lei».
Fino al decesso fu direttrice di «Vogue Italia», posizione che ricoprì dal 1988, e dal numero di ottobre 2006 fu anche direttrice responsabile di «L'Uomo Vogue». Oltre a ricoprire queste cariche, Franca Sozzani fu direttrice editoriale della casa editrice Condé Nast per l'Italia (dal 1994) e, dal marzo 2013, presidente della Fondazione IEO Istituto Europeo di Oncologia. Fin dal 1992 era madrina e figura fondamentale di Convivio, la più importante Mostra Mercato di beneficenza organizzata in Italia a favore di Anlaids Sezione Lombarda (Associazione Nazionale per la Lotta contro l'AIDS)
A luglio 2008 uscì Il Black Issue, un'edizione speciale del mensile che vide, in copertine diverse e in tutti i servizi di moda, l'impiego esclusivo di modelle nere e le creazioni di designers africani. Franca Sozzani compì questo atto di sensibilizzazione rivolto al mondo della moda internazionale e all'opinione pubblica in merito allo scarso numero di modelle nere rispetto a colleghe bianche. Tra le protagoniste di questo numero speciale di Vogue Italia, le top models Naomi Campbell, Liya Kebede, Jourdan Dunn, Sessilee Lopez, Tyra Banks, Chanel Iman. Il Black Issue fu un grande successo e verrà ristampato più volte.
A febbraio 2010 lanciò il sito internet Vogue.it, il primo portale della testata di moda. Successivamente le vennero affidate altre due testate cartacee: «Vogue Gioiello» e «Vogue Accessory».
Nel 2015 fu nominata direttrice responsabile di tutti i periodici in lingua italiana con il marchio Vogue. Oltre alle testate che dirigeva già le erano stati affidati «Vogue Sposa» e «Vogue Bambini».

### Decesso
Morì a Milano il 22 dicembre 2016 a 66 anni, dopo una lunga malattia.
In suo ricordo è stato istituito il Premio Internazionale al Giornalismo della Moda "Franca Sozzani" che viene assegnato durante il Congresso Mondiale delle Donne della Moda e del Design.

## Vita privata
Era madre di Francesco Carrozzini, fotografo e regista

## Opere
- 30 di Vogue Italia (1994)[6]
- Visitors (Biennale internazionale dell'arte contemporanea; 1996) - Skira
- A Noir: The Black Book (1998) - Assouline
- Style in Progress (30 di L'Uomo Vogue; 1998)
- Valentino 1960-00 (Franca Sozzani, Luca Stoppini; 2000) - Rizzoli
- Valentino's Red Book (2000) - Taschen
- Walter Chin: Work in Progress (Contributor; 2001) - Stemmle
- Artista al lavoro (2003)
- Kartell: 150 items, 150 artworks (Franca Sozzani, Luca Stoppini; 2003) - Skira
- Dolce & Gabbana (2005) - Assouline
- I Capricci della Moda (2010) - Bompiani
- The World of Muriel Brandolini (Contributor; 2011) - Rizzoli
- Veruschka: From Vera to Veruschka (Contributor, 2014) - Rizzoli

## Nella cultura di massa
- La protagonista di Made in Italy, serie tv del 2019 che racconta il mondo della moda italiana degli anni '70, è in parte ispirata a Franca Sozzani.

## Omaggi
- Nel 2012 le fu attribuito il Premio America della Fondazione Italia USA[7].
- Nel novembre 2016 Franca Sozzani, in occasione dei British Awards 2016, ricevette lo Swarovski Award for Positive Change, riconoscimento dato a persone che promuovono il benessere degli altri e cercano di cambiare le cose, migliorandole[8][9].
- Nel 2016 le fu conferito il Premio la Moda Veste la Pace di African Fashion Gate, per aver lanciato un messaggio contro il razzismo nella moda attraverso la creazione nel 2008 di V Black, uno speciale di Vogue Italia interamente dedicato alla bellezza nera.[10]
- Durante la 73ª Mostra internazionale d'arte cinematografica di Venezia venne presentato, fuori concorso, Franca: Chaos and Creation un documentario a lei dedicato, realizzato dal figlio Francesco Carrozzini. Nell'ottobre dello stesso anno il film fu presentato anche al 24º Festival Internazionale del Cinema di East Hampton (New York)[11]. Il documentario uscì poi in DVD e in formato digitale nel 2017[12].
- Nel 2018 il Comune di Milano ha deciso che il suo nome venga iscritto nel Famedio, all'interno del Cimitero Monumentale[13].

## Premi e riconoscimenti
- 2002 - Premio "Lupa capitolina" - Roma.
- 2003 - Il "Premiolino" - Milano.
- 2004 - "L'Ambrogino d'oro" - Milano.
- 2007 - "Montblanc de la Culture" (per il progetto “Who Is On Next”)[14].
- 2012 - "Légion d'Honneur" (ricevuta da Nicolas Sarkozy) - Parigi[15]
- 2012 - "Premio America" - Fondazione Italia USA Roma.
- 2014 - "Italian Icon Award" - Roma[16].
- 2014 - Nominata "Ambasciatrice Contro La Fame" del Programma alimentare mondiale sostenuto dall'ONU[17].
- 2016 - "Swarowski Award for Positive Change" - British Fashion Awards Londra[18].
- 2016 - "Premio La Moda Veste la Pace"  per il suo impegno nel sociale ed in particolare per l'istituzione di V-Black[19].